# Dominik Krasiński
Dominik Krasiński herbu Ślepowron – kasztelan ciechanowski od 1663 roku, chorąży płocki w 1653 roku, dziedzic Zegrza.
Syn kasztelana ciechanowskiego Ludwika. Żonaty z Katarzyną Młocką, miał córkę Ludwikę i synów: Jana, Wojciecha, Pawła i Jakuba.
Poseł na sejm 1653 roku i sejm 1659 roku z nieznanego sejmiku.